# Социалистическая улица (Ростов-на-Дону)
Социалисти́ческая у́лица — улица в центре города, одна из старейших и красивейших улиц Ростова-на-Дону. Ранее называлась Николаевской.

## История
Социалистическая улица ранее называлась Никольской. На первом плане города, утверждённом в 1811 году, показано месторасположение существующих в то время или намеченных к возведению церквей. Источники свидетельствуют, что две из обозначенных на плане церквей были Николаевскими. В Соборном переулке, на месте, где стоял ростовский почтамт, была сооружена деревянная «старая» Николаевская церковь. Её появление относится к 1805 году. Поэтому Социалистическая улица имела название Николаевской. Проспект Семашко, идущий параллельно Соборному переулку, раньше назывался Николаевским.
В 1894 году на пересечении Николаевского переулка и Московской улицы по проекту архитектора Н. М. Соколова возводится часовня во имя Святителя Николая Чудотворца Мирликийского. Часовню возвели в память избавления от смерти наследника престола Николая Александровича при покушении на него японского фанатика. Часовня строилась в русском стиле. Она представляла собой двухъярусное сооружение, увенчанное высоким шатром с главкой, которое замыкало аллею сквера, протянувшегося вдоль Московской улицы. Тогда же исчезла вторая аналогичная часовня на Сенной площади, воздвигнутая на северном конце Николаевского переулка и названная Николаевской память восшествия на престол государя Николая II.
После 1822 года на углу Казанской улицы (ныне улица Серафимовича) и Николаевского переулка (ныне Халтуринский переулок) возвели «новую» Николаевскую церковь. После 1868 года «старую» Николаевскую церковь закрыли, а затем из-за ветхости разобрали. Вскоре на месте упразднённого храма выстроили здание Почтово-телеграфной конторы.
В царствование императора Николая I началась реконструкция «новой» Николаевской церкви. Каменная расширенная церковь с одноярусной звонницей над притвором имела интерьере высокохудожественные росписи масляными красками. Николаевская церковь славилась своим певчим хором не только в Ростове, но и за его пределами. Послушать его приезжали даже знаменитые певцы, как Л. Собинов и Ф. Шаляпин. Этот хор просуществовал до 1912 года. В 1936 году храм был разрушен, и на его фундаменте была построена школа № 55.

## Архитектура зданий
| Жилой дом Здание построено в 1870-е годы, впоследствии к восточному фасаду выполнена пристройка равна по габаритам дому с аналогичным решением фасада. В оформлении всего фасада использовался штукатурный декор, характерный для неоклассического направления эклектики. Архитектурно-художественный облик здания определяют: рустовка первого этажа простенков второго, обрамление оконных предметов профилированных наличниками с замковыми камнями, подоконные ниши и филёнки, антаблементы которого украшены декоративными кронштейнами. Сохранились первоначальная двухстворчатая дверь с фрамугой, ажуром кованные полотна ворот. В центре фасада устроена современная веранда, заменена кровля над частью здания. Дом прямоугольный в плане, двухэтажный, с подвалом и двухскатной крышей; кирпичное, штукатурное. Памятник гражданской архитектуры конца XIX века, интересный пример здания органично сочетающего разновременные постройки с единым стилем оформлением фасада. |

| Особняк Я. Р. Герасимова. Ныне детский сад № 14. Здание построено в конце XIX века в стиле эклектика. Архитектурный облик здания определяют каннелированные пилястры в простенках, контрналичники с ушками, подоконные профилированные вставки, лепной растительный орнамент по фризу. |

| Доходный дом А. Ф. Демьяненка. Ныне жилой дом. Относится к памятникам гражданской архитектуры последней четверти XIX века. Здание построено в третьей четверти XIX века в стиле эклектика. К настоящему времени утрачены его балконы. При оформлении использован кирпичный декор. Первый этаж рустован. Архитектурный облик здания дополняют подоконные филёнки, профильная резьба фронтонов над слуховыми окнами, двустворчатые ставни на окнах второго этажа. Парадный вход оформлен козырьком с коваными ажурными элементами. |

| Доходный дом М. В. Ильина. Ныне жилой дом. Относится к памятникам гражданской архитектуры начала XX века. Двухэтажное кирпичное здание построено в 1910 году в стиле эклектика. Его декоры характерны для неоклассического направления эклектики. Фасад дома симметричен что подчеркивается центральной раскреповкой с дугообразным фронтоном с прямоугольными аттиками. Из венчающая часть не сохранилась к настоящему времени. Архитектурный облик здания определяют обрамление оконных проёмов второго этажа здания наличниками и контрналичниками, прямоугольными и дугообразными сандриками. Первый этаж здания рустован. Здание с полуподвальными помещениями, многоскатной крышей, балконы на крайних квартирах второго этажа, имеет П образную конфигурацию. |

| Доходный дом Г. Х. Бахчисарайецна. Ныне жилой дом с магазинами. Относится к памятникам гражданской архитектуры начала XX века. Здание построено в начале XX века в стиле модерн. Здание трёхэтажное, кирпичное, с подвалом, оштукатурено. Имеет декоративные кронштейны с химерами у основания, балконы в его угловой части. |

| Жилой дом Г.Н Хаджаева (ныне жилой дом) Здание построено в начале XX века в стиле модерн. В асимметричной композиции фасада доминируют две раскреповки на всю высоту здания: левая раскреповка подчеркивает вход и завершена высоким ступенчатым аттиком, правая — с невысоким. Архитектурный облик фасада определяет сочетание традиционного штукатурного и стилизованного декора, а также облицовки простенков обоих этажей керамической плиткой цвета охры. Горизонтальное членение фасада осуществляет профилированные тяги (цокольная, подоконные, междуэтажные) и карниз. Прямоугольные оконные проёмы первого этажа обрамлены наличниками с массивными П-образными сандриками и замковыми камнями, полуциркульные проёмы второго — оформлены архитекторами, объединёнными между раскреповками участками тяг в их основании; в западной части фасада аналогично объединены прямоугольные сандрики окон. Своеобразие фасаду придаёт лепной декор стилизующий мотивы флоры и фауны: фризовые орнаментальные пояса из листьев и цветов, композиция на ступенчатом аттике, вставка с цаплями в ложном люнете восточной раскреповки. Растительный орнаментальный мотив присутствует и в кованных полотнах ворот, фрамуге, решётке круглого окна. Дверь парадного входа двухстворчатая, филёнчатая с фрамугой. Оконные приямки перекрыты кованными решётками. На фасаде заменён балкон, утрачены завершения аттиков, штукатурный и лепной декор имеет значительные повреждения и утраты. Здание П-образное, двухэтажное с подвалом и многоскатной крышей; кирпичное, оштукатуренное. Жилой дом построен в стиле модерн с оригинальной проработкой лепного декора фасада. Памятник гражданской архитектуры начала XX века. |

| Жилой дом Г. Г. Мамулова (Ныне жилой дом) Здание построено в конце XIX века в неоклассическом стиле. Симметрию фасада подчеркивает раскреповка ордера. В его разорванном фронтоне расположен женский бюст. Архитектурно-художественный облик фасада формируют: рустовка первого этажа и раскреповка, простые наличники окон, украшенные во втором этаже профилированными треугольными сандриками на кронштейнах с декоративными замковыми камнями, подоконные филёнки, междуэтажные подоконные тяги, карниз. Немногочисленный лепной декор составляют: львиная маска над въездом, картуши и женский бюст под карнизом раскреповки, растительный орнамент под сандриками. Первоначальные балконы утрачены. Здание прямоугольное в плане, двухэтажное с подвалом и чердачной многоскатной крышей, кирпичное оштукатуренное. Памятник гражданской архитектуры конца XIX века, жилой дом в неоклассическом стиле, отражает стилистическое многообразие застройки улицы. |

| Здание Художественной школы основанной А.С Чиненовым. (Ныне размещается областное жилищное управление) Здание построено в 1890-у годы. В оформлении фасадов использованы приёмы, штукатурный и лепной декор характерные для неоренессанса. В композиции фасада выделены два крайних ризалита с мансардами. Западный акцентирует парадный вход. Ряду проёмов центральной части фасада соответствуют слуховые окна на центральном скате кровли мансардного этажа. Архитектурно-художественный облик здания формируют мотивы аркады: укреплённый -представленный гигантскими пилястрами и большими архивольтами ризалитов, поэтажный в оформлении дверного и части оконных проёмов. Основные членения дополняют многочисленный декор: розетки, подоконные и фризовые растительные вставки, декоративные замки ризалитов, орнаментные заполнения люнетов, сложно-профилированный карниз, декоративные колонки в венчающей части по углам ризалитов и др. Здание П-образное в плане, трёхэтажное с мансардой над южной частью дома и скатной крышей над северной, с подвалом. Заменено покрытие мансардного этажа. В 1890-е года здание принадлежало И. М. Шапошникову. Второй этаж здания с 1923 по 1928 г.г занимала первая районная художественная школа. «Донпрофобра» организатором и заведующим её был А.С Чиненов. Здесь начали художественное образование Народный художник СССР Е. В. Вучетич и академик живописи А. И. Лактинов. Здание первой Ростовской художественной школы связано с началом художественного образования на Дону. |

| Доходный дом В. С. Кушнарева, в котором находилось Б. женское ремесленное училище (Ныне жилой дом с размещением на первом этаже управление хлебопекарней и т. д.) Два корпуса, в которых в начале XX века размещалось женское ремесленное училище, были возведены на площади Нового базара 1901 г. В стиле эклектики. В оформлении фасадов использованы элементы кирпичного декора, характерны для готики и неоклассики. Своеобразный силуэт зданию придают шатрообразные завершения угловатых эркеров и щипцовые над тройными окнами. Его архитектурно-художественный облик формируют наличники разной конфигурации и рисунка в оформлении полуциркульных и прямоугольных оконных проёмов 2-го этажа и рустовка в обрамлении окон 1-го, междуэтажная и подоконная тяги, венчающий карниз. Корпус здания Г-образной конфигурации в плане, двухэтажный с подвалом и чердачной крышей, кирпичный. В начале XX в. Здания принадлежали В. С. Кушнареву. Памятник гражданской архитектуры начала XX в., является градоформирующим элементом квартала и входит в исторически сложившийся комплекс построек площади. |

| Дом общества хранения и заклада движимого имущества в г. Ростове-на-Дону. Ныне среднее профтехучилище связи № 7 Здание построено в 1902 году для общества общества хранения и заклада движимого имущества в г. Ростове-на-Дону. В неоклассическом стиле с использованием штукатурного и лепного декора. Симметрию фасада подчеркивают центральная раскреповка со сложным декоративным завершением и крайние ризалиты с лоджиями в втором этаже, увенчанные аттиками, на первых этажах которых размещены въезды и парадный вход. Первый этаж рустован, второй оформлен пилястрами увенчанными антаблементом с фризом, украшенным гирляндами и венками, ниши над окнами первого этажа украшены гирляндами, второй — многофигурными композициями. Здание Г-образной конфигурации в плане, двухэтажное, с многоскатной крышей, кирпичное. Памятник общественной архитектуры начала XX века, представляет интерес как образец общественного здания в неоклассическом стиле. Отражает стилистическое многообразие застройки улицы. |

| Доходный дом В. А. Павлова. Ныне жилой дом. Здание построено в конце XIX-начале XX веков. В оформлении фасада использованы стилизованный штукатурный декор, характерный для классицизма и псевдороманского стиля. Симметрию фасада подчеркивают центральная и крайние раскреповки, завершённые аттиками. Композиционный центр фасада выдавлен большой парадной дверью. Здание П-образной конфигурации в плане, трёхэтажное, с чердачной многоскатной крышей, кирпичное, оштукатуренное. В начале XX века здание принадлежало В. А. Павлову. Памятник гражданской архитектуры рубежа веков, доходный дом в стиле эклектика. |

| Доходный дом Р. И. Семенова. Ныне жилой дом. Здание построено на рубеже XIX—XX веков. В стиле эклектика. В оформлении фасада использованы приёмы и кирпичный стилизованный декор, характерный для классицизма и барокко. Симметрию фасада подчеркивает центральная раскреповка, завершённая аттиком сложной конфигурации с люкарной. Своеобразие фасаду придаёт два узких окна с дугообразной нишей между ними, объединённые тремя ложными люнетами, рустованные лопатки обоих этажей с ионическими капителями на верхнем, а также междуэтажная и подоконные тяги, антамблимент. Парапет разобран. Здание прямоугольное в плане, двухэтажное с многоскатной чердачной крышей, кирпичное. XX века дом принадлежал Р. И. Семенову. Памятник гражданской архитектуры рубежа веков. Отражает стилистическое многообразие застройки улицы. |